# Feuer Frei!
Feuer frei! е заповед за откриване на огън в Германската армия и също добре позната песен на немската група Рамщайн. Feuer frei! е една от най-известните песни на групата, тъй като те се появяват през 2002 във филма xXx, изпълнявайки Feuer frei! от албума Mutter.
Песента разказва за отприщването на гняв, който е таен дълго време.
Клипът към песента е пуснат в САЩ по MTV, за да се популяризира филма xXx.